# Lagunda landsfiskalsdistrikt
Lagunda landsfiskalsdistrikt var 1918-1941 ett landsfiskalsdistrikt i Uppsala län, bildat när Sveriges indelning i landsfiskalsdistrikt trädde i kraft den 1 januari 1918, enligt beslut den 7 september 1917. Landsfiskalsdistriktet avskaffades den 1 oktober 1941 (genom kungörelsen 28 juni 1941) när Sverige fick en ny indelning av landsfiskalsdistrikt. Av dess ingående områden överfördes kommunerna Biskopskulla, Fröslunda, Långtora och Nysätra till Enköpings landsfiskalsdistrikt, kommunerna Fittja, Giresta, Hjälsta, Holm och Kulla till Håbo landsfiskalsdistrikt samt kommunerna Balingsta, Dalby, Gryta, Hagby, Järlåsa, Ramsta, Skogs-Tibble, Västeråker och Åland till Ulleråkers landsfiskalsdistrikt.
Landsfiskalsdistriktet låg under länsstyrelsen i Uppsala län.

## Ingående områden

### Från 1918
Hagunda härad:
- Balingsta landskommun
- Dalby landskommun
- Gryta landskommun
- Hagby landskommun
- Järlåsa landskommun
- Ramsta landskommun
- Skogs-Tibble landskommun
- Västeråkers landskommun
- Ålands landskommun

Lagunda härad:
- Biskopskulla landskommun
- Fittja landskommun
- Fröslunda landskommun
- Giresta landskommun
- Hjälsta landskommun
- Holms landskommun
- Kulla landskommun
- Långtora landskommun
- Nysätra landskommun